# Карамоко Уле Уатара
Карамоко Уле Уатара (*д/н–бл. 1892) — фагама (володар) держави Конг у 1887—1892 роках. Лакаб Уле перекладається як «Червоний».

## Життєпис
Походив з династії Уатара. Посів трон близько 1887 року. Вимушений був протистояти постійним нападав держави Васулу. 1888 року вперше прийняв французького офіцера, яким став мандрівник Луї-Густав Бінжер. 10 січня 1889 року фагама визнав французький протекторат. Втім це не завадило війська Карабугу і Васулу продовжити війну проти Конгу.
Остання згадка про нього відноситься до 1892 року, коли Карамоко Уле відвідав Бінжер. Втім напевне помер до кінця року. Спадкував йому Комбі Уатара II.